# Illum-Syndrom
Das Illum-Syndrom ist eine sehr seltene angeborene Erkrankung mit den Hauptmerkmalen einer Gelenksteife (Arthrogryposis multiplex congenita) und eines „pfeiffenden Mundes“ (Freeman-Sheldon-Syndrom).
Synonyme sind: Arthrogryposis multiplex congenita – Whistling-face-Syndrom, Arthrogryposis multiplex congenita – ZNS-Kalzifikation
Die Namensbezeichnung bezieht sich auf die Erstautoren der Erstbeschreibung aus dem Jahre 1988 durch die dänischen Ärzte N. Illum, E. Reske-Nielsen und Mitarbeiter.

## Verbreitung
Die Häufigkeit wird mit unter 1 zu 1.000.000 angegeben, die Vererbung erfolgt wohl autosomal-rezessiv.

## Ursache
Die Ursache ist bislang nicht bekannt.

## Klinische Erscheinungen
Klinische Kriterien sind:
- Manifestation im Neugeborenenalter
- Bild der Arthrogrypose mit einem starren Gesichtsausdruck, wie beim Pfeifen
- ausgeprägte Entwicklungsverzögerung
- neurologische Störungen wie vermehrter Speichelfluss, instabile Körpertemperatur, Apnoe, Krampfanfälle, Bradykardie

Bei etwa 50 % besteht eine Pierre-Robin-Sequenz. Die Lebenserwartung beträgt oft nur wenige Monate.